# Nekrolog 1781
Nekrolog
◄◄
| ◄
| 1777
| 1778
| 1779
| 1780
| 1781 | 1782 | 1783 | 1784 | 1785 | ► | ►►
Weitere Ereignisse | Allgemeiner Nekrolog 1781
Die Beschreibung der verstorbenen Person sollte so kurz wie möglich gehalten sein und nur deren signifikante Tätigkeit(en) enthalten.
Neue Namen ggf. auch unter dem Geburts- und Sterbedatum, also etwa unter 1. Januar und im Geburts- und Sterbejahr (2024) eintragen (nur bei entsprechender großer Wichtigkeit). Für Beispiele siehe die schon vorhandenen Artikel.
Außerdem über die fünf zuletzt Verstorbenen, zu denen es einen ausreichend guten Artikel für eine Präsentation auf der Hauptseite gibt, nach der todesbedingten Überarbeitung der Artikel ggf. auch unter Wikipedia Diskussion:Hauptseite informieren und sie am besten auch in den anderen Wikipedia-Sprachversionen eintragen. Tipp: Regelmäßig bei news.google.de nach „ist tot“, „gestorben“ oder „verstorben“ suchen.
Wenn eine Person gestorben ist, gibt es viele Seiten zu dieser Person in der Wikipedia, die davon auch betroffen sind und entsprechend aktualisiert werden müssen. Beispiele: Namenübersichtsseite, Geburtsjahr, Geburtsort-Seiten und viele mehr.
Wie finde ich die betroffenen Seiten?
Im Suchfeld auf der linken Seite gibt man den Suchbegriff so ein: „Vorname Nachname“. Dann klickt man auf Volltext und alle Seiten mit entsprechendem Suchtext werden aufgerufen. Hier sieht man dann schnell, wo auch das Todesjahr Sinn macht oder sogar ein Teil des Artikels angepasst werden muss. Auch hilft das „Werkzeug“ auf der linken Seite sehr gut, um solche Seiten aufzufinden: „Links auf diese Seite“. Somit ist die Wikipedia wieder aktuell in allen Bereichen! Hinweis: bei Eintragung der Kategorie „Gestorben JAHR“ wird der Missbrauchsfilter 49 ausgelöst, was jedoch nicht schlimm ist. Siehe: Spezial:Missbrauchsfilter/49
Dies ist eine Liste von im Jahr 1781 verstorbenen bekannten Persönlichkeiten. Die Einträge erfolgen innerhalb der einzelnen Daten alphabetisch sortiert. Tiere sind im Nekrolog für Tiere zu finden.

## Januar
| Tag        | Name                                       | Beruf, bekannt als                                                                                | Alter | Beleg |
| ---------- | ------------------------------------------ | ------------------------------------------------------------------------------------------------- | ----- | ----- |
| 5. Januar  | Christoph Ernst von Hoverbeck              | preußischer Generalmajor, Chef des Kürassierregiments Nr. 6                                       | 55    |       |
| 6. Januar  | Otto Wilhelm Christian von Schack          | preußischer Offizier und Chef eines Freibataillons                                                |       |       |
| 6. Januar  | Johann Gottlob Werner                      | deutscher evangelischer Theologe                                                                  | 61    |       |
| 7. Januar  | Julien Busson                              | französischer Mediziner                                                                           | 63    |       |
| 10. Januar | Nikolaus von Haag                          | k.k. Generalmajor und Ritter des Maria-Theresien-Ordens                                           |       |       |
| 13. Januar | Raymund Anton von Strasoldo                | Bischof des Bistums Eichstätt und Fürstbischof des Hochstifts Eichstätt                           | 62    |       |
| 15. Januar | Tomás Katari                               | Führer eines Indianeraufstands 1780 in Peru                                                       |       |       |
| 15. Januar | Maria Anna Viktoria von Spanien            | Prinzessin von Spanien und Königin von Portugal                                                   | 62    |       |
| 18. Januar | Christian Jeremias Rollin                  | deutscher Arzt und Hochschullehrer                                                                |       |       |
| 19. Januar | Franz Anton Dürr                           | badischer Unternehmer, Gründer der Glashütte Herrenwies und des Hundsbacher Akkordes              |       |       |
| 19. Januar | Hans Weiprecht von Gemmingen               | Grundherr in Fränkisch-Crumbach, hannoverscher Geheimrat und Ritterrat des Ritterkantons Odenwald | 57    |       |
| 21. Januar | William Lewis                              | englischer Chemiker                                                                               |       |       |
| 22. Januar | Henri Marie Bernardin de Rosset de Rocozel | französischer Kleriker, Erzbischof von Tours, Erzbischof von Cambrai                              | 62    |       |
| 22. Januar | Johann Siebenkäs                           | deutscher Organist und Komponist                                                                  | 66    |       |
| 25. Januar | Ernst Heinrich Mylius                      | deutscher Rechtswissenschaftler und württembergischer Politiker                                   | 64    |       |
| 27. Januar | Anna Clara Manera                          | deutsche Frau, Stifterin der Orgel von St. Ignaz in Mainz                                         |       |       |
| 28. Januar | Johann Moritz von Strachwitz               | katholischer Theologe, Apostolischer Vikar und Weihbischof in Breslau                             | 59    |       |
| 30. Januar | Jakob Leonhard Vogel                       | Lübecker Ratschirurg                                                                              | 86    |       |

## Februar
| Tag         | Name                                            | Beruf, bekannt als                                                                                           | Alter | Beleg |
| ----------- | ----------------------------------------------- | --- | ----- | ----- |
| 2. Februar  | Jan Mikołaj Chodkiewicz                         | General in der königlichen polnischen Armee (ab 1774)                                                        | 42    |       |
| 4. Februar  | Josef Mysliveček                                | tschechischer Komponist                                                                                      | 43    |       |
| 8. Februar  | Johann Friedrich Unger                          | deutscher Politiker, Arithmetiker und Marktforscher                                                          | 66    |       |
| 12. Februar | John Hope, 2. Earl of Hopetoun                  | Peer | 76    |       |
| 13. Februar | Sebastián Pagador                               | Freiheitskämpfer im indigenen Aufstand (1781) in Oberperu                                                    |       |       |
| 15. Februar | Anna Franziska Benda                            | böhmisch-deutsche Sängerin                                                                                   |       |       |
| 15. Februar | Casimir Friedrich Boos von Waldeck und Montfort | Landkomtur in der Ballei Lothringen und Rektor der Universität Trier                                         | 56    |       |
| 15. Februar | Franz Xaver von Harrach                         | k.k Feldmarschall-Lieutenant, Inhaber des Infanterieregiment No. 7, kommandierender General in der Lombardei | 48    |       |
| 15. Februar | Gotthold Ephraim Lessing                        | deutscher Dichter der Aufklärung                                                                             | 52    |       |
| 17. Februar | Diedrich Heinrich Taube von Odenkat             | schwedischer Graf, Admiral                                                                                   | 69    |       |
| 18. Februar | Johann von und zu Liechtenstein                 | kaiserlicher Feldmarschallleutnant                                                                           | 46    |       |
| 22. Februar | Johann Jakob Höfler                             | deutscher Jurist                                                                                             | 67    |       |
| 23. Februar | George Taylor                                   | irisch-britisch-US-amerikanischer Metallarbeiter, Unterzeichner der Unabhängigkeitserklärung der USA         |       |       |
| 24. Februar | Edward Capell                                   | englischer Shakespeare-Gelehrter                                                                             | 67    |       |
| 25. Februar | Jacques Dumont le Romain                        | französischer Maler, Zeichner und Radierer                                                                   | 76    |       |
| 28. Februar | Richard Stockton                                | britisch-US-amerikanischer Jurist, einer der Gründerväter der USA                                            | 50    |       |

## März
| Tag      | Name                                       | Beruf, bekannt als | Alter | Beleg |
| -------- | ------------------------------------------ | --- | ----- | ----- |
| 1. März  | Jean-Baptiste de La Curne de Sainte-Palaye | französischer Historiker, Philologe und Antiquar | 83    |       |
| 2. März  | Friedrich Heinrich Eugen von Anhalt-Dessau | Chefs des Korps des preußischen Husaren-Regiments 1 | 75    |       |
| 2. März  | Michael Schüppach                          | Schweizer Chirurg, Mediziner, Apotheker und Kurarzt |       |       |
| 3. März  | Nicolas Dupont                             | französischer Orgelbauer des Rokoko | 66    |       |
| 7. März  | Theodor Christoph Lilienthal               | deutscher lutherischer Theologe | 63    |       |
| 12. März | Otto Christoph von Podewils                | preußischer Diplomat und Etatsminister | 61    |       |
| 14. März | Johann Michael Babelitsch                  | deutscher Stuckateur |       |       |
| 14. März | Maximilian von Mauschwitz                  | preußischer Generalmajor, Chef des Kürassierregiments Nr. 5 |       |       |
| 15. März | Friedrich Wilhelm von Roeder               | preußischer Generalmajor, Chef des Kürassier-Regiments Nr. 1, Amtshauptmann von Zechlin, Wittstock und Londow sowie Lehn- und Gerichts-Herr von Rothsieben in Schlesien | 62    |       |
| 16. März | Gaspard de Clermont-Tonnerre               | französischer Adliger und Militär | 92    |       |
| 16. März | Jean Esprit Isnard                         | französischer Dominikaner und Orgelbauer | 74    |       |
| 17. März | Johannes Ewald                             | dänischer Dichter | 37    |       |
| 18. März | Anne Robert Jacques Turgot                 | französischer Staatsmann und Ökonom der Vorklassik | 53    |       |
| 20. März | Vincent Rumpff                             | deutscher Bürgermeister | 79    |       |
| 21. März | Carl von Ulm zu Erbach                     | deutscher Jurist | 55    |       |
| 25. März | Francesco Gaetano Incontri                 | italienischer Theologe, Erzbischof von Florenz | 77    |       |
| 25. März | Charles-Alexandre de Morell d’Aubigny      | französischer Vizeadmiral | 82    |       |
| 27. März | Eberhard Heinrich Daniel Stosch            | deutscher reformierter Theologe | 65    |       |
| 28. März | Gottfried Jacob Jänisch                    | deutscher Arzt und Freimaurer | 73    |       |
| 29. März | Johann Theodor Keyßner                     | deutscher Komponist, Violinist und Kapellmeister |       |       |
| 31. März | Carl Schleiermacher                        | deutscher Arzt | 71    |       |
| März     | Friedrich von Wurmb                        | deutscher Botaniker | 38    |       |

## April
| Tag       | Name                                        | Beruf, bekannt als                                                                             | Alter | Beleg |
| --------- | ------------------------------------------- | ---------------------------------------------------------------------------------------------- | ----- | ----- |
| 3. April  | Johann Anton Güldenstädt                    | deutsch-baltischer Naturforscher und Entdecker                                                 | 35    |       |
| 3. April  | Enno Johann Heinrich Tjaden                 | ostfriesischer Jurist und Wissenschaftshistoriker                                              | 58    |       |
| 7. April  | Friedrich Christian von Elverfeldt          | münsterischer Generalleutnant en Chef und Inhaber eines Infanterie-Regiments                   | 81    |       |
| 7. April  | Johann Michael Söckler                      | deutscher Kupferstecher                                                                        | 36    |       |
| 8. April  | Heinrich Christian von Offenberg            | Politiker und Regent in Kurland                                                                |       |       |
| 11. April | Claude Courtépée                            | französischer Historiker und Geograph                                                          | 60    |       |
| 11. April | Joseph Gregor Winck                         | deutscher Maler und Stuckateur                                                                 | 70    |       |
| 13. April | Louis-Charles Levassor de Latouche Tréville | französischer Aristokrat und Marineoffizier                                                    | 72    |       |
| 14. April | Johann Heinrich Gravenhorst                 | deutscher Chemiker und Unternehmer                                                             | 61    |       |
| 14. April | Reinhard Iselin                             | schweizerisch-dänischer Schiffseigner, Tuchhändler und Bankier                                 | 66    |       |
| 19. April | Gebhard Zürcher                             | Schweizer Gemeindepräsident, Landvogt, Regierungsmitglied, Landammann und Tagsatzungsgesandter | 80    |       |
| 21. April | Primislaff Ulrich von Kleist                | königlich preußischer Generalmajor                                                             |       |       |
| 21. April | Adam Philipp Losy von Losinthal             | österreichischer Staatsmann, Hofbaudirektor und Musiker                                        |       |       |
| 22. April | Georg Philipp Mylius                        | Bürgermeister von Heilbronn (1758–1781)                                                        | 84    |       |
| 26. April | Axel Albrecht von Maltzahn                  | preußischer Landrat, Erblandmarschall                                                          | 88    |       |
| 28. April | James Abercrombie                           | britischer General im Franzosen- und Indianerkrieg                                             |       |       |
| 28. April | Cornelius Harnett                           | US-amerikanischer Kaufmann, Farmer, Friedensrichter und Politiker                              | 58    |       |

## Mai
| Tag     | Name                                      | Beruf, bekannt als                                                                                         | Alter | Beleg |
| ------- | ----------------------------------------- | --- | ----- | ----- |
| 2. Mai  | Carl Ludwig von Storch                    | Landdrost in Mecklenburg und Regierungsrat in Schwedisch-Pommern                                           | 52    |       |
| 6. Mai  | Karl Friedrich von Wolffersdorff          | sächsischer, später preußischer Offizier, zuletzt Generalleutnant                                          | 64    |       |
| 8. Mai  | Friederike                                | jüngste Tochter des württembergischen Herzogs Friedrich August aus der Linie Württemberg-Neuenstadt        | 81    |       |
| 11. Mai | Ignazio da Laconi                         | italienischer Kapuziner und Mystiker                                                                       | 79    |       |
| 12. Mai | Karl von Podjursky                        | königlich-preußischer Generalmajor, Chef des Husarenregiment Nr. 4                                         | 61    |       |
| 13. Mai | William Phillips                          | Artillerieoffizier in der British Army, der als Generalmajor im Amerikanischen Unabhängigkeitskrieg diente |       |       |
| 15. Mai | Volkhard Mindemann                        | Bremer Jurist, Ratsherr und Bürgermeister                                                                  | 76    |       |
| 16. Mai | Karl Ferdinand Hommel                     | deutscher Jurist und Professor an der Universität Leipzig                                                  | 59    |       |
| 16. Mai | Giacomo Puccini                           | italienischer Komponist und Organist                                                                       | 69    |       |
| 18. Mai | Micaela Bastidas Puyucahua                | Führerin eines Indianeraufstands 1781 in Peru                                                              |       |       |
| 18. Mai | Tomasa Tito Condemayta                    | peruanische Königin und Aufständische                                                                      |       |       |
| 18. Mai | José Gabriel Condorcanqui                 | Führer des Indianeraufstands 1780/81 in Peru                                                               | 43    |       |
| 20. Mai | Christian Gottlob Frege                   | deutscher Handels- und Ratsherr                                                                            | 65    |       |
| 22. Mai | Garret Wesley, 1. Earl of Mornington      | anglo-irischer Peer und Komponist                                                                          | 45    |       |
| 23. Mai | Christian Philipp von Löwenstein-Wertheim | österreichischer General der Kavallerie sowie Großkreuz des Maria-Theresien-Ordens                         | 62    |       |
| 25. Mai | Abraham Petrowitsch Hannibal              | Prinz von Eritrea und russischer Generalmajor                                                              |       |       |
| 25. Mai | Benedikt Pfyffer von Altishofen           | Schweizer Theologe und Abt der Zisterzienserabtei St. Urban                                                | 50    |       |
| 26. Mai | Andreas Weber                             | deutscher Philosoph und lutherischer Theologe                                                              | 63    |       |
| 27. Mai | Giambatista Beccaria                      | italienischer Physiker                                                                                     | 64    |       |

## Juni
| Tag      | Name                                 | Beruf, bekannt als                                                                              | Alter | Beleg |
| -------- | ------------------------------------ | ----------------------------------------------------------------------------------------------- | ----- | ----- |
| 1. Juni  | Eberhard Christian Bacmeister        | preußischer Beamter und Jurist                                                                  | 42    |       |
| 2. Juni  | Anton Abraham von Steinkeller        | preußischer Generalmajor, Kommandant von Berlin, Amtshauptmann von Schlanstäde und Oschersleben |       |       |
| 5. Juni  | Noël Hallé                           | französischer Maler und Schriftsteller                                                          | 69    |       |
| 5. Juni  | Giovanni Ottavio Manciforte Sperelli | Kardinal der römisch-katholischen Kirche                                                        | 78    |       |
| 14. Juni | Johann Martin Krafft                 | Medailleur und Münzstempelschneider                                                             | 43    |       |
| 15. Juni | Georg Christoph Kilian               | deutscher Kupferstecher und Verleger                                                            | 72    |       |
| 25. Juni | Samuel Gotthold Lange                | deutscher Dichter und Pietist                                                                   | 70    |       |

## Juli
| Tag      | Name                            | Beruf, bekannt als                                                             | Alter | Beleg |
| -------- | ------------------------------- | ------------------------------------------------------------------------------ | ----- | ----- |
| 7. Juli  | Johann Georg Beer               | deutscher Architekt und Baumeister                                             | 80    |       |
| 8. Juli  | Jean Baseilhac                  | französischer Mediziner und Chirurg                                            |       |       |
| 11. Juli | Carl Christoph Frauenlob        | deutscher Stück-, Roth- und Glockengiesser                                     | 72    |       |
| 11. Juli | Adolf Karl Kunzen               | deutscher Komponist und Organist                                               | 60    |       |
| 13. Juli | Leopold Georg von Kameke        | königlich preußischer Major und Kommandeur eines Grenadierbataillons           | 56    |       |
| 15. Juli | Matthieu Soiron                 | niederländischer Baumeister                                                    | 59    |       |
| 16. Juli | Christoph Erhard Faulhaber      | deutscher Mathematiker, Physiker und Theologe                                  | 72    |       |
| 17. Juli | Johann Friedrich Weyhing        | deutscher Architekt                                                            | 64    |       |
| 18. Juli | Johann Friedrich Esper          | deutscher Naturforscher und Theologe                                           | 48    |       |
| 18. Juli | Georg Heinrich Conrad Hüttemann | lutherischer Missionar in Indien                                               | 53    |       |
| 18. Juli | Fernando Rivera y Moncada       | spanischer Kolonialgouverneur von Oberkalifornien                              |       |       |
| 23. Juli | John Joachim Zubly              | Schweizer Pastor, Landwirt und Politiker während der amerikanischen Revolution | 56    |       |
| 27. Juli | Johann Heinrich Meister         | Schweizer evangelischer Theologe und Geistlicher                               | 81    |       |
| 28. Juli | Matthäus Claunigk               | deutscher Orgelbauer                                                           | ≈73   |       |
| 29. Juli | Johann Kies                     | deutscher Astronom                                                             | 67    |       |
| 30. Juli | Carl August von Veltheim        | deutscher Generalleutnant und Generalinspekteur der hannoverschen Kavallerie   | 62    |       |
| 31. Juli | Friedrich Karl August           | Ritter                                                                         | 75    |       |

## August
| Tag        | Name                        | Beruf, bekannt als                                                         | Alter | Beleg |
| ---------- | --------------------------- | -------------------------------------------------------------------------- | ----- | ----- |
| 2. August  | August Wilhelm              | Herzog von Braunschweig-Wolfenbüttel-Bevern, preußischer Infanteriegeneral | 65    |       |
| 8. August  | Johann Peter Schwartz       | deutscher evangelischer Theologe                                           | 60    |       |
| 16. August | Charles-François de Broglie | französischer Diplomat                                                     | 61    |       |
| 18. August | Franz Josef I.              | Fürst von Liechtenstein                                                    | 54    |       |
| 18. August | Giuseppe Torelli            | italienischer Mathematiker                                                 | 59    |       |
| 26. August | Johann Gottfried Gellius    | deutscher Übersetzer                                                       | 49    |       |
| 28. August | Gabriel Wilhelm Goetten     | deutscher lutherischer Theologe                                            | 72    |       |
| 29. August | Dorothea Widmer             | Gattenmörderin                                                             |       |       |
| 31. August | Maria Christina van Cuyck   | niederländische Kupferstecherin, Radiererin und Zeichnerin                 |       |       |

## September
| Tag           | Name                          | Beruf, bekannt als                                   | Alter | Beleg |
| ------------- | ----------------------------- | ---------------------------------------------------- | ----- | ----- |
| 8. September  | Karl Maximilian von Sachsen   | sächsischer Prinz, Offizier und Regimentschef        | 28    |       |
| 8. September  | Gabriel Spens                 | schwedischer Feldmarschall                           | 68    |       |
| 10. September | Katharina von Zimmermann      | Bekannte Goethes                                     |       |       |
| 11. September | Johann August Ernesti         | deutscher Theologe und Philologe                     | 74    |       |
| 12. September | Gotthard Hilzinger            | süddeutscher Barockmaler                             | 63    |       |
| 12. September | Peter Scheemakers             | flämischer Bildhauer                                 | 90    |       |
| 14. September | Heinrich Gottlieb Francke     | deutscher Jurist                                     | 76    |       |
| 15. September | Heinrich Otto Duysing         | deutscher evangelischer Theologe und Hochschullehrer | 62    |       |
| 19. September | Tobias Furneaux               | britischer Forschungsreisender                       | 46    |       |
| 20. September | Johann Elias Glaser           | deutscher Kaufmann                                   |       |       |
| 26. September | Carl Friedrich Stavenhagen    | deutscher Historiker und Stadtsekretär in Anklam     | 57    |       |
| 30. September | Albrecht Immanuel Driesenthal | deutscher evangelischer Theologe                     | 57    |       |
| 30. September | Jean Baptiste Leprince        | französischer Maler                                  | 47    |       |

## Oktober
| Tag         | Name                                  | Beruf, bekannt als                                 | Alter | Beleg |
| ----------- | ------------------------------------- | -------------------------------------------------- | ----- | ----- |
| 1. Oktober  | Hermann Ebel                          | deutscher Maler                                    |       |       |
| 1. Oktober  | Ferdinand Eugen von Franken-Siersdorf | Priester und Domherr in Köln                       | 67    |       |
| 4. Oktober  | August Leberecht Wilke                | deutscher Philologe und evangelischer Theologe     | 44    |       |
| 9. Oktober  | Thomas Erskine, 6. Earl of Kellie     | schottischer Peer, Violinist und Komponist         | 49    |       |
| 17. Oktober | Edward Hawke, 1. Baron Hawke          | britischer Admiral                                 | 76    |       |
| 17. Oktober | Ceslaus Gotthard von Schaffgotsch     | Generalvikar im Erzbistum Breslau                  | 54    |       |
| 17. Oktober | Nathaniel Scudder                     | amerikanischer Arzt, Politiker und Milizkommandant | 48    |       |
| 22. Oktober | Johann August Nahl der Ältere         | deutscher Bildhauer und Stuckateur                 | 71    |       |
| 27. Oktober | Herman-François Delange               | belgischer Komponist und Violinist der Vorklassik  | 66    |       |
| Oktober     | Anton Zimmermann                      | österreichischer Komponist der Vorklassik          |       |       |

## November
| Tag          | Name                                        | Beruf, bekannt als                                             | Alter | Beleg |
| ------------ | ------------------------------------------- | -------------------------------------------------------------- | ----- | ----- |
| 2. November  | José Francisco de Isla                      | spanischer Schriftsteller und Übersetzer                       | 78    |       |
| 3. November  | Jakob Emanuel Handmann                      | Schweizer Maler                                                | 63    |       |
| 4. November  | Faustina Bordoni                            | italienische Sängerin                                          | 84    |       |
| 4. November  | Johann Nikolaus Götz                        | deutscher Geistlicher, Schriftsteller und Übersetzer           | 60    |       |
| 5. November  | John Parke Custis                           | US-amerikanischer Pflanzer und Stiefsohn von George Washington | 26    |       |
| 9. November  | Georg Christoph von Blanckensee             | preußischer Landrat                                            | 70    |       |
| 10. November | Joachim Faiguet de Villeneuve               | französischer Ökonom und Enzyklopädist                         | 78    |       |
| 13. November | Rochus Friedrich zu Lynar                   | Diplomat im Dienste der dänischen Krone                        | 72    |       |
| 15. November | Julián Apaza                                | Führer eines indigenen Aufstands 1781/82 in Oberperu           |       |       |
| 15. November | Johann Andreas Hünigen                      | deutscher Baumeister                                           | 69    |       |
| 17. November | Johann Peter Miller                         | deutscher Altphilologe und Pädagoge                            | 76    |       |
| 17. November | Bernard-Joseph Saurin                       | französischer Anwalt, Dichter und Dramatiker                   |       |       |
| 20. November | Johann Friedrich von Domhardt               | preußischer Verwaltungsbeamter                                 | 69    |       |
| 21. November | Jean-Frédéric Phélypeaux, comte de Maurepas | französischer Staatsmann                                       | 80    |       |
| 24. November | Philipp Jakob Heisler                       | deutscher Rechtswissenschaftler                                | 62    |       |
| 25. November | Hans Henrik von Liewen der Jüngere          | schwedischer Graf, Reichsrat, Politiker und Generalleutnant    |       |       |
| 26. November | Christian Ludwig von Hardenberg             | deutscher Feldmarschall                                        | 81    |       |
| 27. November | Johann von Buddenbrock                      | deutscher Generalleutnant                                      | 74    |       |
| 30. November | Théodore Tronchin                           | schweizerisch-französischer Arzt                               | 72    |       |
| November     | Bunsan                                      | König des laotischen Reiches Vientiane                         |       |       |

## Dezember
| Tag          | Name                                       | Beruf, bekannt als                                               | Alter | Beleg |
| ------------ | ------------------------------------------ | ---------------------------------------------------------------- | ----- | ----- |
| 2. Dezember  | Zenón de Somodevilla y Bengoechea          | spanischer Staatsmann                                            | 79    |       |
| 9. Dezember  | Thomas Fairfax, 6. Lord Fairfax of Cameron | britisch-amerikanischer Großgrundbesitzer                        | 88    |       |
| 9. Dezember  | Johann Martin Müller                       | deutscher Pädagoge                                               | 59    |       |
| 11. Dezember | Francis Dashwood, 11. Baron le Despencer   | britischer Politiker                                             |       |       |
| 12. Dezember | Christophe de Beaumont                     | französischer Erzbischof                                         | 78    |       |
| 14. Dezember | Johann Friedrich Adolf von der Marwitz     | preußischer General der friderizianischen Epoche                 | 58    |       |
| 16. Dezember | Georg Simon Löhlein                        | deutscher Violinist, Pianist, Komponist und Musikpädagoge        | 56    |       |
| 21. Dezember | Gregorio Mayans y Siscar                   | spanischer Jurist, Historiker, Philologe, Romanist und Hispanist | 82    |       |
| 21. Dezember | Johan Henrik Scheffel                      | schwedischer Maler                                               | 91    |       |
| 22. Dezember | Christoph Ludwig von Seckendorff-Aberdar   | Diplomat und brandenburg-ansbachischer Minister                  | 72    |       |
| 23. Dezember | Claude Drevet                              | französischer Kupferstecher                                      | 84    |       |
| 23. Dezember | Karl David Schuchardt                      | evangelischer Theologe                                           | 64    |       |
| 23. Dezember | Kaspar Rudolph von Unruh                   | preußischer Major und Chef des Grenadierbataillons Nr. 2         | 71    |       |
| 28. Dezember | Daniel Bruckner                            | Schweizer Historiker                                             | 74    |       |
| 28. Dezember | Otto Friedrich Hörner                      | deutscher lutherischer Theologe, Diakon und Schriftsteller       | 35    |       |
| 29. Dezember | Carl Ludwig von Ingersleben                | preußischer Generalmajor                                         | 72    |       |
| 30. Dezember | John Turberville Needham                   | römisch-katholischer Priester und englischer Naturforscher       | 68    |       |

## Datum unbekannt
| Tag | Name                               | Beruf, bekannt als | Alter | Beleg                       |
| --- | ---------------------------------- | --- | ----- | --------------------------- |
|     | Ablai                              | kasachischer Khan der Mittleren Horde                                                                                                |       |                             |
|     | Joseph Allgeyer                    | deutscher Orgelbauer |       |                             |
|     | Maria van Antwerpen                | niederländische Transgender-Frau |       |                             |
|     | Johann Heinrich Ludwig Bergius     | deutscher Verwaltungswissenschaftler                                                                                                 |       |                             |
|     | Antonio Besozzi                    | italienischer Oboist | ≈67   |                             |
|     | Gaspard de Besse                   | französischer Räuber |       |                             |
|     | Myrick Davies                      | Gouverneur von Georgia |       |                             |
|     | Johann August Leberecht Keferstein | deutscher Papiermüller, Unternehmer und Erfinder                                                                                     |       |                             |
|     | Johannes Girtanner von Luxburg     | landgräflich hessen-darmstädtischer und fürstlich pfalz-zweibrückischer Geheimer Rat                                                 |       |                             |
|     | Guillaume Le Blond                 | französischer Mathematiker, Enzyklopädist und Militärtheoretiker                                                                     |       |                             |
|     | Juan de Ledesma                    | spanischer Violinist und Komponist der Vorklassik                                                                                    |       |                             |
|     | Mosche Margolies                   | Kommentator des palästinischen Talmud                                                                                                |       |                             |
|     | Ma Mingxin                         | chinesischer Islamist, Jahriyya-Menhuan                                                                                              |       |                             |
|     | Jama ka Ndaba                      | Herrscher der Zulu in Südafrika |       |                             |
|     | Mann Page                          | US-amerikanischer Politiker |       |                             |
|     | Giovan Battista Perasso            | italienischer Volksheld |       |                             |
|     | Johann Friedrich Probst            | deutscher Kupferstecher |       |                             |
|     | Johann Christoph Schmidt           | fürstlich-mansfeldischer Hof- und Bergrat und zuletzt Kanzleidirektor in Eisleben                                                    |       |                             |
|     | Samuel Conrad Schwach              | Buchdrucker und Verleger |       |                             |
|     | Anna Maria Schwegelin              | Dienstmagd und letzte „Hexe“, die auf dem Gebiet des heutigen Deutschlands zum Tode verurteilt wurde, Urteil wurde nicht vollstreckt |       |                             |
|     | Gottfried Sonnholz                 | österreichischer Orgelbauer |       |                             |
|     | Su Dreiundvierzig                  | muslimischer Geistlicher |       |                             |
|     | Johann Christian Wäser             | deutscher Schauspieler und selbstständiger Theaterleiter                                                                             | 38    | ADB:Wäser, Johann Christian |
|     | Léon d’Ymbault                     | letzter moldauischer Bürgermeister von Czernowitz vor der Annektierung der Bukowina in 1775                                          |       |                             |